# Kalinit
Kalinit je kalijev aluminijev sulfatni mineral s kemijsko formulo KAl(SO4)2•11H2O. Je vlaknat monoklinski galun, različen od izometričnega kalijevega galuna z 12 molekulami kristalno vezane vode. Opisali in poimenovali so ga leta 1868. Njegovo ime je izpeljano iz imena elementa kalija, izpeljanega iz arabskega izraza القَلْيَه al-qalyah (rastlinski pepel).
Predlog, da bi kalinit zbrisali s seznama mineralov, je Mednarodna mineraloška zveza zavrnila, zato je še na seznamu priznanih mineralov. Mnogo starih vzorcev se je kasneje izkazalo za kalijev galun.

## Okolje
Kalinit je redek sekundarni mineral, ki nastaja v oksidiranih conah mineralnih depozitov kot poprh na skrilastem galunu, votlinah in vulkanskem sublimatu. V Queteni, Čile, se pojavlja skupaj z jarozitom KFe3+3(SO4)2(OH)6 in bakrovim melanteritom (pisanit) (Fe2+,Cu2+)SO4•7H2O.